# 커전둥
커전둥(가진동, 중국어: 柯震東, 병음: Kē Zhèndōng, 영어: Kai Ko, 1991년 6월 18일 ~ )은 타이완의 배우 및 가수이다. 그는 《그 시절, 우리가 좋아했던 소녀》에 주인공으로 출연하였다. 2011년 48회 금마장에서 신인배우상을 수상하였다.

## 사건 사고

### 대마초 흡입
2014년 8월 18일 중국 베이징시에서 홍콩의 배우 팡쭈밍과 함께 대마초를 피운 혐의로 체포되었다. 8월 28일 석방되었고, 타이완으로 추방되었다.

## 출연 작품

### 영화
- 2011년 《그 시절, 우리가 좋아했던 소녀(那些年，我們一起追的女孩)》 - 커징텅 역
- 2012년 《남쪽의 새끼 양 목장》(南方小羊牧場) - 아둥 역
- 2012년 《자연령》(自然零) - 둥둥 역
- 2013년 《변신》(變身) - Face 武替 역 (특별출연)
- 2013년 《계약연애》(在一起) - 아자이 역
- 2013년 《소시대》(小时代) - 고원 역
- 2013년 《저일각, 애파! 2013》(这一刻，爱吧!) - 아둥 역
- 2013년 《소시대: 청목시대》(小时代2：青木时代) - 고원 역
- 2014년 《소시대: 자금시대》(小時代3：刺金時代) - 고원 역
- 2014년 《너에게만 슈퍼히어로》(我的情敌是超人) - 왕이즈 역
- 2014년 《나의 첫 걸음》(创酷我的第一步) - 샤오커 역
- 2015년 《소시대: 영혼진두》(小時代4：靈魂盡頭) - 고원 역
- 2016년 《로드 투 만달레이》(再見瓦城) - 아궈 역
- 2017년 《몬몬몬 몬스터》(報告老師! 怪怪怪怪物!) - 스쿨버스 학생 역 (특별출연)
- 2021년 《악어》 (鱷魚) - 위다웨이 역
- 2021년 《만년이 지나도 변하지 않는 게 있어》 (月老) - 아룬 역
- 2021년 《Money Boys》 (金錢男孩) - 페이 역
- 2022년 《하나를 사면 하나를 더 준다》(买一送一)

## 광고
- 원데이 아큐브 모이스트
- HSBC 은행
- KFC
- 커아이더 아이스크림
- Canon Eos M
- Nivea
- 쉐보레
- Stride 츄잉껌
- 캉스푸 빙홍차
- mannings (萬寧貓)
- 쯔란링 요거트

## 수상 목록
- 2023년 제27회 부천 국제 판타스틱 영화제 부천초이스 장편부문 수상 (흑교육)